# Pachydactylus haackei
Espèce
Pachydactylus haackei est une espèce de geckos de la famille des Gekkonidae.

## Répartition
Cette espèce se rencontre au Cap-du-Nord en Afrique du Sud et au Karas en Namibie.

## Étymologie
Cette espèce est nommée en l'honneur de Wulf Dietrich Haacke.

## Publication originale
- Branch, Bauer & Good, 1996 : A review of the Namaqua gecko, Pachydactylus namaquensis (Reptilia: Gekkonidae) from southern Africa, with the description of two new species. South African Journal of Zoology, vol. 31, n. 2, p. 53-69 (texte intégral).